# Gökçek Vederson
Wederson Luiz da Silva Medeiros atualmente chamado de Gökçek Vederson (Campos dos Goytacazes, 22 de julho de 1981) é um ex-futebolista brasileiro naturalizado turco. Wederson tem dupla cidadania, brasileira e turca.

## Carreira
Iniciou sua carreira profissional no Americano em 1999, permanecendo no clube durante as temporadas de 2000 e 2001, quando foi contratado para jogar pelo Internacional. No inicio de 2002, se transferiu para o Vasco da Gama, onde jogou apenas o Campeonato Carioca.
Em 2003, foi para o Juventude até o meio do ano, tendo sido titular no Gauchão e no Campeonato Brasileiro. No Juventude, foi também cobrador oficial de faltas. Após isto, se transferiu para o Ituano, onde jogou algumas partidas da Série B de 2004.
Em meados de 2004, o Ankaraspor, da Turquia, o contratou a princípio para ser reserva. Entretanto, se destacou e se tornou titular no clube, chamando a atenção da mídia turca. Permaneceu neste clube até 2007.
Em junho deste ano, a pedido de Zico, então treinador do Fenerbahçe, foi contratado pelo clube, considerado o mais tradicional da Turquia. Durante muito tempo, foi reserva do pentacampeão mundial Roberto Carlos, por isso passou a atuar também como um meia-esquerda. Se destacou nesta posição e chegou a ser cogitado para a Seleção Turca.
Após três anos no Fenerbahçe, foi contratado pelo Bursaspor para a temporada 2010-11.
Voltou ao Brasil e sua cidade natal em 2017, para defender o Americano, clube que o revelou para o futebol. Na sua primeira partida como titular, Wederson marcou duas vezes na vitória do Americano sobre o Serra Macaense, por 3 a 2. A partida válida pela Série B do Campeonato Carioca foi disputada no Estádio Ary de Oliveira e Souza.

## Títulos
Fenerbahçe
- TFF Süper Kupa: 2009